# Manzanelloidea
Super-famille
Synonymes
- voir paragraphe #Synonymes

Manzanelloidea est une super-famille de mollusques bivalves.

## Synonymes
- Nucinelloidea[1]

## Liste des familles
Selon World Register of Marine Species (14 décembre 2018) :
- famille Manzanellidae Chronic, 1952 †
- famille Nucinellidae H. E. Vokes, 1956